# Monumento a Giovanni Paolo II

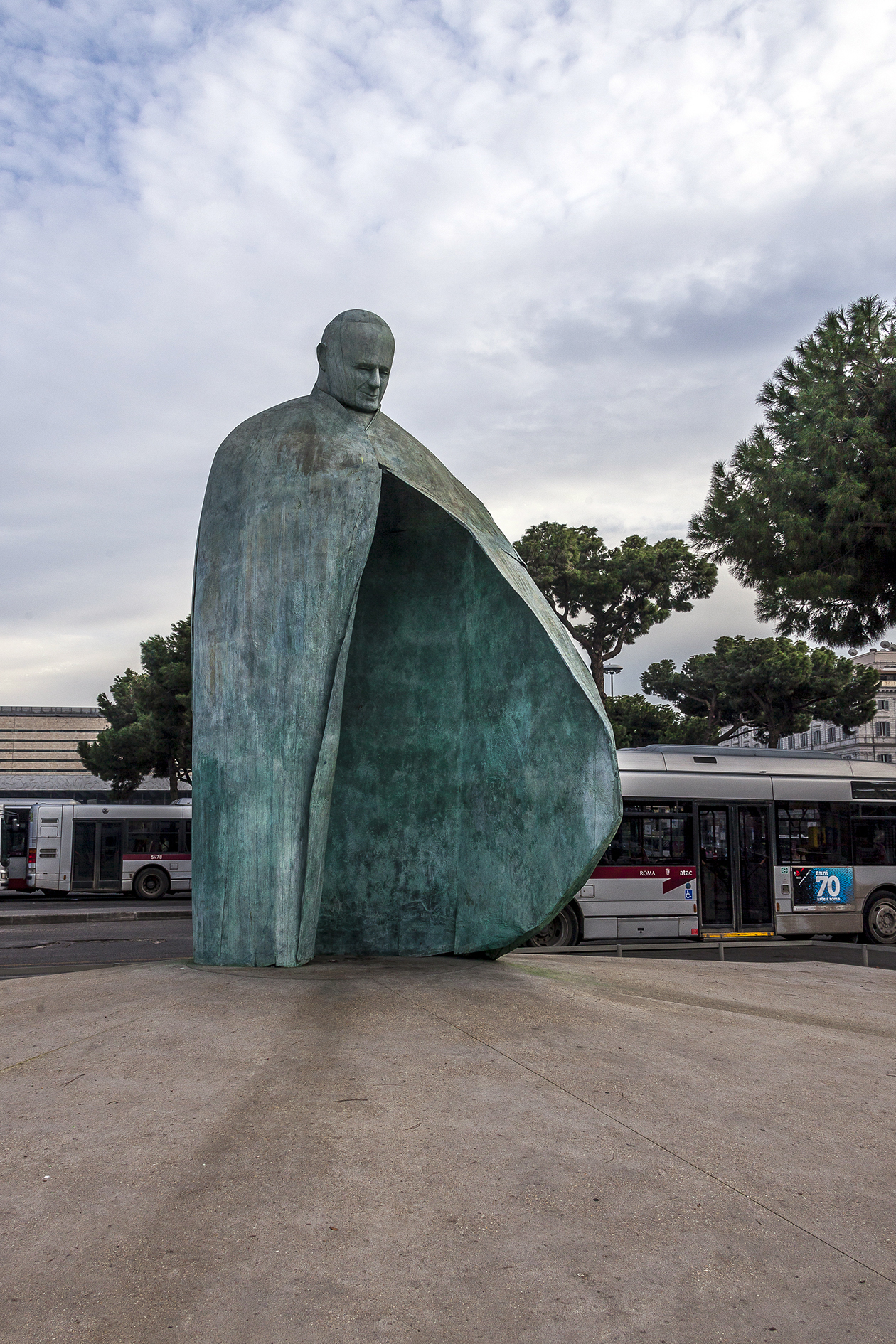
Monumento a Giovanni Paolo II

Il monumento a Giovanni Paolo II è una scultura realizzata da Oliviero Rainaldi.
L'opera è stata inaugurata a Roma il 18 maggio 2011 in piazza dei Cinquecento ed è stata donata alla città da parte della Fondazione Silvana Paolini Angelucci Onlus.

## Caratteristiche
La scultura, il cui titolo è "Conversazioni". Omaggio a Giovanni Paolo II, misura circa 7 metri di altezza ed è fusa in bronzo con una patina argentea sfumata sul color verde. Collocata davanti alla stazione Termini, simboleggia il concetto di protezione e accoglienza e vuole proporre un'immagine paradigmatica, attraverso l'apertura del mantello, di san Giovanni Paolo II, testimonianza di svuotamento (kenosis) e donazione di sé. Particolare e curiosa la scelta di non rappresentare il corpo fisico del pontefice, che diviene invece corpo "pneumatico", colmo e sostenuto dal vento (Spirito). Una particolare attenzione è dedicata al mantello aperto (piviale) e allo zucchetto (copricapo usato nell'antichità dai pescatori in Israele), che come riferisce l'autore stesso, simboleggiano rispettivamente il senso della protezione e Pietro con la sua discendenza come pescatori di anime. L'opera è ispirata ad una foto scattata nel 1993 quando, durante un convegno scientifico, il papa avvolse con il mantello un bambino che sedeva su una scalinata.

## Polemiche
Non poche sono state le polemiche che si sono susseguite dopo l'inaugurazione della statua del pontefice, soprattutto in merito all'aspetto estetico, accusato di scarsa somiglianza al soggetto ritratto. Le maggiori critiche sono pervenute dal mondo politico e cattolico; soprattutto quest'ultimo non ha tardato ad esprimere giudizi attraverso L'Osservatore Romano, nel quale si scriveva: «esiste solo una lontana somiglianza con il Papa» e «una scultura singolare, squarciata dal vento che la fa somigliare a una tenda aperta o, come ha detto qualcuno, a una campana». Le polemiche furono inasprite dal "giallo" riguardante una bozza del progetto originario reso pubblico dal cardinale Gianfranco Ravasi, presidente del Pontificio Consiglio della Cultura, che evidenziava una maggior somiglianza a Karol Wojtyła.
Il 9 gennaio 2012 fu annunciato l'inizio dei lavori di completamento artistico del monumento, causati dell'infelice esecuzione da parte della fonderia, secondo le indicazioni dell'artista e condivise dalla commissione di esperti istituita dal Comune di Roma. Le ulteriori spese necessarie furono sostenute dalla Fondazione che ha donato il monumento alla città.
I lavori di risistemazione rinnovarono la posizione della testa e l'espressione degli occhi, l'apertura del mantello leggermente più ripiegato su se stesso e un nuovo basamento in cemento corredato da una nuova illuminazione. La nuova inaugurazione avvenne il 18 novembre 2012 alla presenza dell'artista, del sindaco Gianni Alemanno, del Sovrintendente ai Beni Culturali di Roma Capitale Umberto Broccoli e di mons. Matteo Zuppi, vescovo ausiliare di Roma. Per Umberto Broccoli, i ritocchi all'opera erano solo di completamento e poi «c'era un problema statico, dovuto a una fessurazione all'altezza del collo, e di patina che riemergeva: la commissione ha lavorato a stretto contatto con l'artista che ha completato l'opera.»